# Norham Castle
Norham Castle är ett slott i Storbritannien.   Det ligger i grevskapet och kommunen Northumberland i riksdelen England, i den centrala delen av landet, 500 km norr om huvudstaden London. Norham Castle ligger 38 meter över havet.
Terrängen runt Norham Castle är platt. Runt Norham Castle är det ganska glesbefolkat, med 25 invånare per kvadratkilometer. Närmaste större samhälle är Berwick-upon-Tweed, 11,6 km nordost om Norham Castle. Trakten runt Norham Castle består till största delen av jordbruksmark.